# Abakan (Fluss)
Der Abakan (russisch Абака́н; von chakassisch für „Bärenblut“, nach anderen Theorien „Bärenfluss“ oder „Fluss der Väter“ [also der Chakassen]) ist ein (zusammen mit seinem Quellfluss Bolschoi Abakan) 514 Kilometer langer linker Nebenfluss des oberen Jenissei in der Republik Chakassien im Süden von Ostsibirien.

## Allgemeines
Der Abakan entsteht im südwestlichen Bereich des Westsajan aus dem Bolschoi Abakan (Großer Abakan) und dem Maly Abakan (Kleiner Abakan) und fließt von dort aus in nordöstlicher Richtung durch das Minussinsker Becken zur Stadt Abakan, wo er in den Krasnojarsker Stausee des Jenissei mündet. Am linken Ufer des Flusses, etwa 150 km südwestlich der Stadt Abakan, befindet sich die Kleinstadt Abasa. Die mittlere jährliche Durchflussmenge beim mündungsnahen Messpunkt Raikow beträgt 381 m³/s, im wasserärmsten Monat Januar 49,3 m³/s, im wasserreichsten Monat Mai 1095 m³/s. Am Fluss, der in seinem Unterlauf auch der Bewässerung dient, gibt es Holzflößerei.
Internationale Bekanntheit erlangte der Fluss durch das Buch Die Vergessenen der Taiga von Wassili Peskow über die dort lebende Einsiedler-Familie Lykow.